# Az Ezel epizódjainak listája
Az Ezel című török sorozat epizódjainak listája. Az epizódoknak Törökországban nem volt címük, csak számuk. Magyarországon az eredeti epizódokat kettős bontásban vetítik, így ami Törökországban eredetileg egy epizódként került adásba, az Magyarországon két külön epizódként fut.

## Epizódlista

### 1. évad
| EP# | Nyelv     | Cím | Első vetítés        | Prod. kód |
| --- | --------- | --- | ------------------- | --------- |
| 1 | HUN · TUR | – – | – –                 | –         |
| Ezel egy ciprusi hotelben találkozik korábbi barátaival, akik azonban új külseje miatt természetesen nem ismerik fel. Ali, a hotel biztonsági főnöke hiába kutat a vendég múltja után, semmit sem talál, ami gyanút ébreszt benne a remekül szerencsejátékozó, üzletember külsejű Ezellel szemben. Mindeközben Ezel/Ömer visszaemlékezik a múltjára, arra, hogyan érkezett haza a katonaságból és hogyan fogadták barátai.                                                |           |     |                     |           |
| 2 | HUN · TUR | – – | 2011. április 9. –  | –         |
| Ezel visszaemlékezéseiből kiderül, hogyan került Ömer börtönbe és hogyan vallott ellene hamisan Eyşan. Ömert a rendőrök megverik, hogy kiszedjék belőle a rabolt pénz rejtekhelyét, hiába hajtogatja, hogy nem ő követte el a kaszinórablást. Ezel Eyşan láttán teljesen megrendül és szinte összetörik, végül azonban mégis lemegy a kaszinóba Cengizzel játszani. |           |     |                     |           |
| 3 | HUN · TUR | – – | 2011. április 10. – | –         |
| Ezel a kaszinóban megveri Cengizt szerencsejátékban. Eyşannak és Alinak gyanús a férfi, Cengiznek azonban szimpatikus. Megtudjuk mi volt az oka annak, hogy Eyşan annak idején elárulta szerelmét Ömert. |           |     |                     |           |
| 4 | HUN · TUR | – – | 2011. április 10. – | –         |
| A kaszinózás közben Eyşan kisfia kiszökik lovagolni, de a makacs ló ledobja a hátáról. Eyşan eszeveszetten keresi a kisfiút, miközben nem tudja Cengizt telefonon elérni. A kisfiúra Kamil, Ezel sofőrje akad rá és azonnal értesíti a főnökét. Ezel rájön, hogy a kisfiú Eyşan gyenge pontja. |           |     |                     |           |
| 5 | HUN · TUR | – – | 2011. április 11. – | –         |
| Ali tovább kutat Ezel múltja után, de semmit sem talál. A hotelben jótékonysági bált szerveznek, melyre Eyşan húga, Bahar is hazatér Angliából. Tovább folytatódik Ömer története a börtönben. |           |     |                     |           |
| 6 | HUN · TUR | – – | 2011. április 12. – | –         |
| Kiderül hogyan szökik meg Ömer a börtönből. A jótékonysági bálon Bahar fülig szerelmes lesz Ezelbe, de tánc közben rosszul lesz és összeesik. |           |     |                     |           |
| 7 | HUN · TUR | – – | 2011. április 13. – | –         |
| Ezel helikopterével Bahart Isztambulba szállítják. Miután az orvos megnyugtatja őket, hogy nincs nagy baja, Ezel és Cengiz együtt távoznak. Útközben Cengiz váratlan hívást kap, mint kiderül, Ömer öccse hívta. Cengiz visszaviszi Ezelt régi otthonába, ahol újra találkozik testvérével és édesapjával, akik persze nem ismerik fel. Ezel számára hatalmas fájdalmat jelent újra szembesülni a családjával. Meliha asszony felismeri a fia illatát egy elejtett sálon. |           |     |                     |           |